# Klaus Knauer

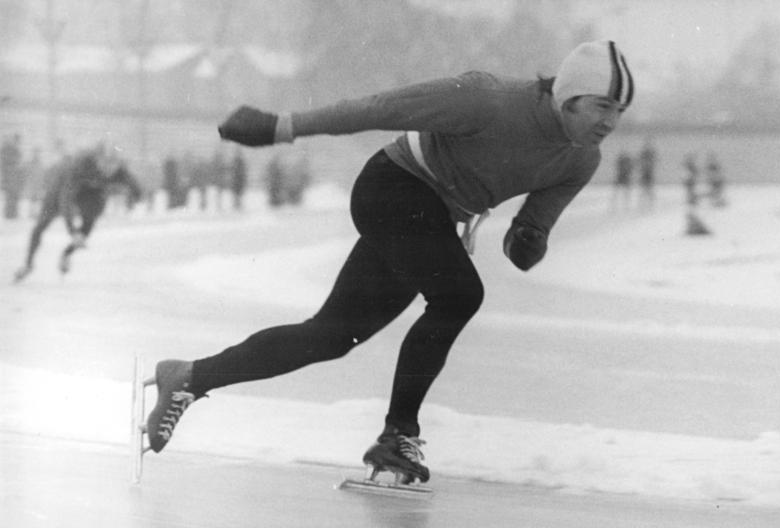
Knauer im Jahr 1973

Klaus Knauer (* 13. September 1949) ist ein ehemaliger deutscher Eisschnellläufer.

## Laufbahn
Der 1,64 Meter messende Knauer spielte beim SC Einheit Dresden Eishockey und zählte zum erweiterten Aufgebot der DDR-Nationalmannschaft, ehe er Anfang der 1970er Jahre im Eisschnelllauf eine zügige Leistungsentwicklung hinlegte und 1974 über die 500-Meter-Strecke in die Weltspitze vorstieß.
Gold bei den Eisschnelllauf-Meisterschaften der Deutschen Demokratischen Republik gewann Knauer über 500 Meter in den Jahren 1972 und 1976. 1973 und 1974 wurde er DDR-Meister im Sprintmehrkampf. Er nahm an drei Weltmeisterschaften teil.
Knauer schloss 1981 ein Studium an der Deutschen Hochschule für Körperkultur mit der Diplomarbeit „Trainingsanalyse im KZA-Bereich – Eisschnellauf – in Relation zu KLD-Ergebnissen im Jahresverlauf 1976/77 bis 1979/80“ ab. Knauer wurde als Eisschnelllauftrainer tätig, zu seinen Schützlingen gehörten neben anderen Jens Boden.